# Vereinte Dienstleistungsgewerkschaft

Logo związku

Vereinte Dienstleistungsgewerkschaft (skrót ver.di; pol. Zjednoczony Związek Zawodowy dla Sektora Usług) – niemiecki związek zawodowy z siedzibą w Berlinie. Ze względu na liczbę członków (ok. 2,4 mln) ver.di uważa się za największy związek zawodowy na świecie. Organizacja należy do Deutscher Gewerkschaftsbund.
Związek ver.di powstał w 2001 wskutek zjednoczenia pięciu związków:
- niezrzeszonego związku pracowników umysłowych Deutsche Angestellten-Gewerkschaft (DAG)

oraz czterech organizacji zrzeszonych w DGB:
- Deutsche Postgewerkschaft (DPG)
- Gewerkschaft Handel, Banken und Versicherungen (HBV)
- IG Medien – Druck und Papier, Publizistik und Kunst (IG Medien)
- Gewerkschaft Öffentliche Dienste, Transport und Verkehr (ÖTV).

Przewodniczącym związku od początku jego istnienia był ostatni przewodniczący związku ÖTV, Frank Bsirske. Od września 2019 przewodniczącym związku jest Frank Werneke.